# Condado de Page (Iowa)
El condado de Page (en inglés: Page County, Iowa), fundado en 1847, es uno de los 99 condados del estado estadounidense de Iowa. En el año 2000 tenía una población de 16 976 habitantes con una densidad poblacional de 12 personas por km². La sede del condado es Clarinda.

## Geografía
Según la Oficina del Censo, el condado tiene un área total de 1387 km² (535,5 mi²), de la cual 1385 km² (534,7 mi²) es tierra y 1 km² (0,4 mi²) es agua.

### Condados adyacentes
- Condado de Montgomery norte
- Condado de Taylor este
- Condado de Nodaway sureste
- Condado de Atchison suroeste
- Condado de Fremont oeste

## Demografía
En el 2000 la renta per cápita promedia del condado era de $35 466, y el ingreso promedio para una familia era de $42 446. El ingreso per cápita para el condado era de $16 670. En 2000 los hombres tenían un ingreso per cápita de $32 549 contra $21 526 para las mujeres. Alrededor del 12.50% de la población estaba bajo el umbral de pobreza nacional.
| 1900   | 1910   | 1920   | 1930   | 1940   | 1950   | 1960   | 1970   | 1980   | 1990   | 2000   |
| ------ | ------ | ------ | ------ | ------ | ------ | ------ | ------ | ------ | ------ | ------ |
| 24 187 | 24 002 | 24 137 | 25 904 | 24 887 | 23 921 | 21 023 | 18 507 | 19 063 | 16 870 | 16 976 |

## Lugares

### Ciudades y pueblos
- Blanchard
- Braddyville
- Clarinda
- Coin
- College Springs
- Essex
- Hepburn
- Northboro
- Shambaugh
- Shenandoah
- Yorktown

### Principales carreteras
- U.S. Highway 71
- Iowa Highway 2
- U.S. Highway 59
- Carretera de Iowa 48